# Denís Ménxov
Denís Nikolàievitx Ménxov (en rus Денис Николаевич Меньшов; transcrit habitualment Denis Menchov; nascut el 25 de gener del 1978 a Oriol) és un ciclista professional rus. Se'l considera un escalador i corredor de voltes per etapes. En el seu palmarès destaca una edició de la Volta a Espanya (2007) i una del Giro d'Itàlia (2009), a banda d'etapes a les tres grans voltes.

## Carrera professional
L'any 2000 inicia la seva carrera com a professional amb l'equip Banesto. Tot i que els primers anys de la seva carrera no guanya gairebé res, destaca com a escalador i contrarellotgista, fet que fa pensar que pot tenir un bon futur en voltes per etapes.
L'any 2005 fitxa per l'equip Rabobank ProTeam on aconsegueix la seva primera victòria a la Volta a Espanya, tot i que aquesta victòria se li va concedir per desqualificació per dopatge del ciclista espanyol Roberto Heras.
L'any 2006 va aconseguir un parell de victòries d'etapa importants guanyant la quarta etapa del Dauphiné Libéré amb final al Mont Ventoux i l'onzena etapa del Tour de França amb final al Pirineu català, al Pla de Beret. A més a més va finalitzar la seva participació en el Tour de França en cinquena posició a la classificació general.
L'any 2007 va ser un bon any per al ciclista rus. Va guanyar una etapa cronometrada de la Volta a Catalunya amb final a Arcalís. En aquesta mateixa cursa va aconseguir guanyar el mallot de la classificació per punts. Al Tour de França va tenir més mala sort, ja que participava com a gregari del líder Michael Rasmussen qui va abandonar a la meitat de la cursa. Això va causar que l'equip perdés la motivació per seguir competint i abandonés amb Ménxov inclòs la participació en el Tour. Aquest mateix any va participar en la Volta a Espanya com a líder del seu equip, on va aconseguir guanyar la desena etapa amb final a Vallnord i va proclamar-se campió de la prova per segona ocasió i també campió de la classificació de muntanya.
L'any 2008 no va aconseguir cap victòria destacada. Va participar en el Giro d'Itàlia on va quedar cinquè. Al Tour de França va quedar en quarta posició després de tres setmanes lluitant pel primer lloc contra Carlos Sastre, Cadel Evans i Bernard Kohl. Més tard però, es va desqualificar a Bernard Kohl concedint així la tercera posició al ciclista rus.
L'any 2009 va participar en el Giro d'Itàlia on va guanyar la cinquena etapa amb final a l'Alpe di Siusi, la dotzena amb final Riomaggiore i la classificació general pujant així a l'esglaó més alt del podi de Roma. Al Tour de França no va tenir tanta sort, ja que no va aconseguir acabar entre els cinquanta primers. Aquest any també va guanyar la classificació final de la Vuelta a Murcia.
L'any 2010 no va aconseguir cap victòria d'etapa ni cap victòria en la classificació general de cap cursa. No obstant això, al Tour de França va aconseguir quedar tercer, pujant així per primera vegada al podi de París en la que fins ara ha estat la seva millor actuació a la ronda francesa. Posteriorment passà a ocupar la segona posició en aquesta edició després de la desqualificació per dopatge d'Alberto Contador el febrer de 2012.
El 20 de maig de 2013 anuncià que posava fi a la seva carrera com a ciclista professional perquè no es va poder recuperar d'una lesió al genoll que li impedia pedalar amb normalitat.
El juliol de 2014, l'UCI va anunciar que, a causa de valors anòmals al seu passaport biològic seria suspès durant dos anys, malgrat ja estar retirat. Aquests valors es varen donar a les edicions del Tour de França de 2009, 2010 i 2012. La sanció també implica la pèrdua dels resultats d'aquestes edicions.

## Palmarès
- 1997
  - 1r a la Volta a Lleida i vencedor de 2 etapes
- 1998
  - 1r a la Volta a Tarragona
  - 1r a la Ronda de l'Isard d'Arieja
- 1999
  - Vencedor d'una etapa a la Volta a Palència
- 2001
  - 1r al Tour de l'Avenir
- 2002
  - Vencedor d'una etapa del Critèrium del Dauphiné Libéré
- 2003
  - 1r a la Clásica de los Puertos
  -  1r de la Classificació dels joves del Tour de França.[7]
- 2004
  - 1r a la Volta al País Basc i vencedor de 2 etapes
  - Vencedor d'una etapa de la Volta a Espanya
  - Vencedor d'una etapa de la París-Niça
  - Vencedor d'una etapa de la Volta a Aragó
- 2005
  - Vencedor de 2 etapes de la Volta a Espanya
- 2006
  - Vencedor d'una etapa del Tour de França
  - Vencedor d'una etapa del Critèrium del Dauphiné Libéré
- 2007
  -  1r a la Volta a Espanya, vencedor d'una etapa.  1r de la classificació de la muntanya
  - Vencedor d'una etapa de la Volta a Catalunya
- 2009
  -  1r al Giro d'Itàlia, vencedor de dues etapes i  1r de la Classificació per punts
  - 1r a la Volta a Múrcia
- 2011
  - Vencedor d'una etapa a la Volta a Múrcia
- 2012
  -  Campió de Rússia en contrarellotge
  - Vencedor d'una etapa a la Volta a Espanya

### Resultats al Tour de França
- 2001. 47è de la classificació general
- 2002. 93è de la classificació general
- 2003. 11è de la classificació general.  1r de la Classificació dels joves[7]
- 2004. Abandona
- 2005. 85è de la classificació general
- 2006. 5è de la classificació general. Vencedor d'una etapa
- 2007. Abandona
- 2008. 3r de la classificació general
- 2009. 51è de la classificació general
- 2010. 2n de la classificació general[8]
- 2012. 15è de la classificació general

### Resultats al Giro d'Itàlia
- 2008. 5è de la classificació general
- 2009.  1r de la classificació general.  1r de la Classificació per punts. Vencedor de 2 etapes
- 2011. 7è de la classificació general[9]

### Resultats a la Volta a Espanya
- 2004. Abandona. Vencedor d'una etapa
- 2005. 2n de la classificació general. Vencedor de 2 etapes.
- 2006. Abandona
- 2007.  1r de la classificació general  1r de la classificació de la muntanya.  1r de la Classificació de la combinada
- 2010. 41è de la classificació general
- 2011. 5è de la classificació general
- 2012. 54è de la classificació general. Vencedor d'una etapa